# Lester Allan Pelton
Lester Allan Pelton (Vermillion, Ohio, 5. rujna 1829. – 14. ožujka 1908.) bio je američki izumitelj, najpoznatiji po razvoju Peltonove turbine, a ona je među vodnim turbinama s najvećim stupnjem iskorištenja.

## Životopis
Pelton se rodio u mjestu Vermilion; američka savezna država Ohio. Roditelji su mu bili farmeri. Kada je imao 20 godina, Pelton se s prijateljima zaputio u Kaliforniju, gdje je vladala zlatna groznica u to vrijeme. Prvo su se zaustavili u Sacramentu, gdje su lovili ribu i prodavali je rudarima. 1860. su čuli o novim nalazištima zlata u planinama Sierra Nevade, te su i oni krenuli tim putem. Pelton nije bio zainteresiran za rudarenje, više je radio kao stolar. Bio je miran i povučen, pa je puno vremena provodio u čitanju i praćenju rada u rudnicima.
Iako su se u rudnicima već koristili parni strojevi, nedostatak je bio što je trebala velika količina drva. Zato su se koristila i vodenička kola, gdje je voda bila dostupna. Ideja za Peltonovu turbinu je došla sasvim slučajno. Dok je jednom Pelton promatrao vodeničko kolo dok se okretalo, dogodilo se da je osovina kola ispala malo iz ležaja i lagano se nagnula. Iako se očekivalo da će se kolo zaustaviti, dogodilo se nešto sasvim neočekivano. Kako je mlaz vode udarao malo sa strane u lopatice, odjedanput se vodeničko kolo počelo brže okretati nego prije. Pelton je došao na novu ideju, jer je shvatio da mlaz vode ne treba udarati u središte lopatice, već da će dobiti bolje rezultate ako udara sa strane, tako da voda može napustiti lopatice bez sudaranja s nadolazećim mlazom vode.
1878. Pelton je napravio prototip nove turbine i isprobao ga je. Ispostavilo se na kraju da njegov model ima stupanj iskorištenja 90 %, a svi dosadašnji modeli vodeničkih kola nisu prelazili 40 %.
1887. rudari iz Sierra Nevade su spojili Peltonovu turbinu na dinamo, i tako su počeli dobivati električnu struju, te je to bila prva hidroelektrana u tom području. Kako je zahtjeva za turbinom bilo puno, Pelton je ubrzo postao poduzetnik i otvorio je svoju radionicu za izradu Peltonovih turbina.
Peltonova konstrukcija je poslužila i za izradu Turgo turbina, a i Bankijeva turbina.